# Jihočeský kraj
Die Region Jihočeský kraj (deutsch Südböhmische Region) ist eine von 14 Regionen in Tschechien. Sie liegt vor allem im südlichen Teil Böhmens, umfasst aber auch einen kleinen Zipfel der historischen Landschaft Mähren. Sie grenzt im Süden an Deutschland und an Österreich mit einer Gesamtgrenzlänge von 323 km, im Westen an die Region Pilsen, im Norden an die Mittelböhmische Region und im Osten an die Region Vysočina und die Südmährische Region. Verwaltungssitz und größte Stadt der Region ist Budweis (České Budějovice).

## Landschaft

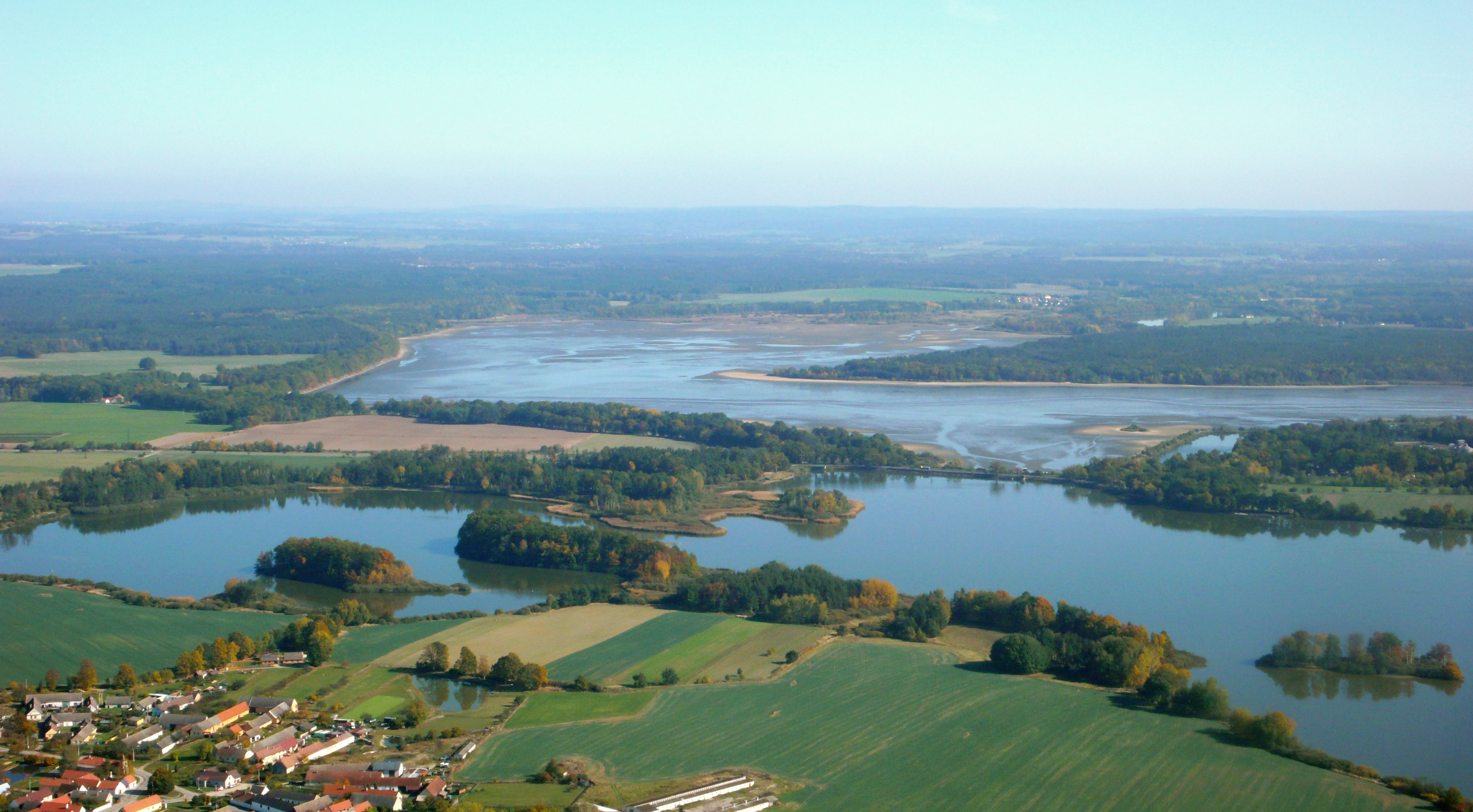
Die vielen Fischteiche prägen die Südböhmische Landschaft. Im Bild die Teiche Káňov und Rožmberk.

Den Kern der Region bildet der Südböhmische Kessel. Südwestlich erstreckt sich der Böhmerwald, südöstlich liegen das Gratzener Gebirge und das Hühnergebirge. Im Osten und Norden erheben sich die Böhmisch-Mährische Höhe und die Böhmische Granithöhe.
Die Fläche beträgt 10.057 km², das entspricht einem Anteil von 12,752 % an der Gesamtfläche von Tschechien. Ein Drittel der Fläche nehmen Wälder ein, 4 % sind Wasserflächen. Im Schnitt liegt die Region auf einer Höhe von 400 – 600 m. Damit verbunden sind härtere klimatische Verhältnisse. Der höchste Punkt ist der Plöckenstein (1378 m) im Böhmerwald, tiefster Punkt ist die Wasseroberfläche der Orlík-Talsperre (330 m) im Okres Písek.
Die Moldau mit ihren Zuflüssen Otava, Lainsitz, Maltsch und weiteren kleineren Flüssen durchfließen die Region. Im Süden entstanden als Teil der Moldau-Kaskade der Stausee Lipno, die größte Talsperre Tschechiens, und im Norden die Orlík-Talsperre mit ihren Erholungsgebieten. Die Talsperre bei Římov versorgt den größten Teil der Region mit Wasser. Die Talsperre Hněvkovice entstand mit dem Bau des Kernkraftwerks Temelín.
Die Landschaft ist geprägt durch 7.000 Teiche, deren Fläche mehr als 30.000 Hektar beträgt. Die größten Teiche sind: Rožmberk (490 ha), Bezdrev (394 ha) und Horusický rybník (416 ha). Sie sind zugleich die größten Teiche Tschechiens.
Naturschätze der Südböhmischen Region sind die großen Nadelwälder im Böhmerwald und im Gratzener Gebirge. Es gibt außerdem Schotter- und Sandbrüche, Ziegelrohstoffvorkommen sowie Torf, Kalkspat, Diatomit und Graphit.

## Geschichte
Am 1. Mai 1939 wurde von den Nationalsozialisten durch das Ostmarkgesetz vom 14. April 1939 auf dem Gebiet Oberösterreichs der Reichsgau Oberdonau gebildet, der auch die im Herbst 1938 annektierten, deutsch besiedelten südböhmischen Gebiete (Bezirke Kaplitz und Krumau) gemäß dem Münchner Abkommen einschloss. Dies wurde nach dem Zweiten Weltkrieg rückgängig gemacht und die seit dem Mittelalter dort ansässige deutschsprachige Bevölkerung vertrieben (Vertreibung der Deutschen aus der Tschechoslowakei). Bis 2001 trug die tschechoslowakische und später tschechische Region Südböhmen den Namen „Budějovický kraj“ (deutsch „Region Budweis“).

## Umwelt und Naturschutz
Den größten Teil der Emissionen verursachen landwirtschaftliche und industrielle Betriebe, wenn auch im Vergleich zu Vorjahren ein Rückgang zu verzeichnen ist. Der Kreis hat die sauberste Luft in der Republik und auch die Flüsse sind wenig belastet. Besonders naturnah und sauber sind die Oberläufe von Moldau und Blanice.
Diese insgesamt niedrige Umweltverschmutzung prägt auch den Erholungscharakter des Kreises. Dieser wird bestärkt durch das Biosphärenreservat Šumava – Nationalpark und Landschaftsschutzgebiet (1676,88 km²), sowie die Landschaftsschutzgebiete (tschechisch CHKO) Třeboňsko (700 km²) und CHKO Blanský les (212 km²). Siehe auch Liste der Naturschutzgebiete in Tschechien.

## Kulturdenkmäler
Denkmalgeschützt sind die historischen Stadtzentren von
- České Budějovice (Budweis)
- Český Krumlov (Krumau, UNESCO-Welterbe)
- Jindřichův Hradec (Neuhaus)
- Třeboň (Wittingau)
- Slavonice (Zlabings)
- Prachatice
- Tábor

Daneben gibt es zahlreiche weitere historische Gebäude wie Schloss Hluboká nad Vltavou, Schloss Český Krumlov, Schloss Blatná, Schloss Červená Lhota und die Burgen Zvíkov und Orlík.
Von Bedeutung ist auch die Dorfarchitektur, bekannt als „Bauern-Barock“. Diese kann man z. B. in Holašovice sehen. Das Dorf ist ebenfalls UNESCO-Welterbe.

## Demografie
Die Südböhmische Region ist die Region mit der geringsten Bevölkerungsdichte in der tschechischen Republik. Anfang 2017 lebten 638.782 Einwohner im Kreis. Mitte 2005 gab es eine Bevölkerungsdichte von 62 Einwohnern pro Quadratkilometer. Von den sieben Bezirken hatte der Okres České Budějovice 2005 die größte Einwohnerdichte mit 110 Einwohnern pro Quadratkilometer. Die Kreisstadt ist auch die größte Stadt der Region. In ihr lebten Anfang 2017 93.470 Einwohner. Weitere große Städte sind Tábor (34.482 Einwohner), Písek (ca. 30.000 Einwohner), Strakonice (ca. 23.000 Einwohner) und Jindřichův Hradec (ca. 21.500 Einwohner). In diesen Städten lebt ein Drittel der Bevölkerung, während etwa 4,3 % in Dörfern mit bis zu 200 Einwohnern leben. Insgesamt gibt es in der Region 624 Gemeinden.
Das Durchschnittsalter der Bevölkerung ist 2017 mit 42,3 Jahren älter als der nationale Durchschnitt. Zuvor lag die Sterblichkeit mit 10,4 Sterbefällen auf 1000 Einwohner unter dem tschechischen Durchschnitt. Die Geburtenrate betrug 9,2 Geburten auf 1000 Einwohner. Eine negative Bevölkerungsbilanz gab es in den Bezirken Tábor und Písek, eine positive in den Bezirken České Budějovice und Český Krumlov.
7,8 % der Einwohner haben eine Hochschulbildung, 28,4 % eine mittlere Bildung.

## Statistische Kennzahlen
| Statistische Kennzahlen Stand 31. Dezember 2007 | Statistische Kennzahlen Stand 31. Dezember 2007 | Statistische Kennzahlen Stand 31. Dezember 2007 | Statistische Kennzahlen Stand 31. Dezember 2007 | Statistische Kennzahlen Stand 31. Dezember 2007 |
| ----------------------------------------------- | ----------------------------------------------- | ----------------------------------------------- | ----------------------------------------------- | ----------------------------------------------- |
|                                                 |                                                 |                                                 |                                                 |                                                 |
| Okres                                           | Fläche in km²                                   | Einwohner1)                                     | Durchschnitts- alter1)                          | Gemeinden                                       |
| České Budějovice                                | 1.625                                           | 191.945                                         | 41,7                                            | 109                                             |
| Český Krumlov                                   | 1.615                                           | 61.155                                          | 41,0                                            | 46                                              |
| Jindřichův Hradec                               | 1.944                                           | 91.125                                          | 42,8                                            | 106                                             |
| Písek                                           | 1.138                                           | 70.870                                          | 43,2                                            | 75                                              |
| Prachatice                                      | 1.375                                           | 50.695                                          | 41,9                                            | 65                                              |
| Strakonice                                      | 1.032                                           | 70.697                                          | 42,6                                            | 112                                             |
| Tábor                                           | 1.327                                           | 102.295                                         | 43,0                                            | 110                                             |

1)am 1. Januar 2017
- Anteil am Bruttoinlandsprodukt (2001): 5,4 %
- Arbeitslosenquote (I/2017): 3,86 %

## Politik
Die Bezirksversammlung des Krajs besteht aus 55 Abgeordneten. Sie wird alle vier Jahre neu gewählt. Die letzte Wahl erfolgte 2016:
| Jahr | ČSSD | ODS | KSČM | KDU-ČSL | SNK | 4KOALICE | TOP09 a SJK | JIHOČEŠI 2012 | ANO | STAN + HOPB | Gesamtsitze | Wahlbeteiligung in % |
| ---- | ---- | --- | ---- | ------- | --- | -------- | ----------- | ------------- | --- | ----------- | ----------- | -------------------- |
| 2000 | 8    | 16  | 12   | –       | 6   | 13       | –           | –             | –   | –           | 55          | 34,13                |
| 2004 | 7    | 27  | 12   | 6       | 3   | –        | –           | –             | –   | –           | 55          | 30,45                |
| 2008 | 22   | 19  | 10   | 4       | –   | –        | –           | –             | –   | –           | 55          | 40,78                |
| 2012 | 18   | 8   | 13   | 4       | –   | –        | 3           | 9             | –   | –           | 55          | 38,59                |
| 2016 | 15   | 8   | 7    | 4       | –   | –        | –           | 4             | 12  | 5           | 55          | 36,31                |

Landeshauptleute:
- Jan Zahradník (ODS), 2000–2008
- Jiří Zimola (ČSSD), 2008–2017
- Ivana Stráská (ČSSD), seit 2017

## Wirtschaft
Die Region ist landwirtschaftlich geprägt mit Teich- und Forstwirtschaft. Erst im letzten Jahrhundert kam die Industrialisierung hinzu.
In der Landwirtschaft überwiegt der Anbau von Getreide, Öl- und Futterpflanzen sowie Kartoffeln. Bei der Viehzucht ist es die Haltung von Rindern und Schweinen. Der Anteil des Kreises an den landwirtschaftlichen Betrieben im Staat beträgt 11 %. Langjährige Tradition hat die Fischzucht. Im Kreis wird die Hälfte aller Fische Tschechiens gezüchtet, hinzu kommt die Haltung von Wassergeflügel.
Die meisten Industriebetriebe befinden sich um Budweis und in den Bezirken Tábor und Strakonice. Der Anteil an der Industrieproduktion in Tschechien beträgt 5 %. Wichtigste Branchen sind die Lebensmittelbranche, Transportindustrie, Maschinenbau, Bekleidungsindustrie und Bauindustrie.
Südwestlich von Týn nad Vltavou liegt das Kernkraftwerk Temelín.
In den Unternehmen sind etwa 300.000 Beschäftigte tätig, ein Drittel in der Industrie, 16 % im Handel und 11 % im Bau. Das durchschnittliche Monatsgehalt beträgt 14.881 Kč (etwa 470 EUR) und liegt damit um 2.039 Kč unter dem Durchschnitt Tschechiens. 2003 waren 141.000 Unternehmen registriert, davon sind 101.000 sogenannte Kleingewerbetreibende und 8.600 landwirtschaftliche Betriebe.
Es gibt im Kreis 148.000 Wohnhäuser, davon sind etwa 111.000 dauernd bewohnt. Von 280.000 Wohnungen sind 231.300 bewohnt. 40 % der Wohnungen sind in Hauseigentum, 25,3 % sind gemietet, 14,9 % gehören Genossenschaften und 8,6 % sind Eigentumswohnungen.
Etwa sechstausend Kultureinrichtungen sorgen für regen Fremdenverkehr. Dafür bieten Unternehmen der Region 64.000 Betten für Übernachtungen und 20.000 Campingplätze. 2003 übernachteten 937.000 Besucher, darunter 246.000 aus dem Ausland. Die durchschnittliche Aufenthaltsdauer lag bei 4 Tagen. Einen großen Anteil am Fremdenverkehr bilden die Tagestouristen vornehmlich aus Deutschland und Österreich.

## Infrastruktur
Der Verkehr nimmt an Intensität zu, wobei in der Region weder Autobahnen noch wichtige Eisenbahnlinien vorhanden sind; der Ausbau ist jedoch geplant.
Die Autobahn D 3 soll von Prag über Budweis zur österreichischen Grenze geführt werden, die Schnellstraße R 4 soll von Prag über Pisek geführt werden. Aktuell ist hier in der Diskussion, ob diese weiter zur deutschen Grenze oder nach Budweis weitergebaut werden soll.
Die beiden bedeutendsten Bahnlinien des Kreises sind die Bahnlinie Prag–Budweis–Linz und die Bahnlinie Budweis–Pilsen.
Verkehrshistorisch bedeutend sind Reste der Pferdeeisenbahn von Budweis nach Linz – der ersten öffentlichen Eisenbahnlinie auf dem europäischen Festland. Daneben befindet sich hier das höchstgelegene Schienennetz bei Kubova Huť und die Schmalspurbahn von Jindřichův Hradec über Obrataň nach Nová Bystřice.
Entwicklung zeigt die internationale Zusammenarbeit in der Euroregion Šumava/Böhmerwald/Bayerischer Wald, ein Gebiet von 16.345 km² mit mehr als 1,3 Millionen Einwohnern. In ihr sind 109 österreichische, 83 bayerische und 91 böhmische Gemeinden vereint. Im Mai 2002 wurde der Vertrag der neuen Euroregion Silva Nortica unterschrieben, die Gebiete Jindřichův Hradec, České Budějovice, Písek und Tábor vereinigt. Hinzu kommen die österreichischen Bezirke Zwettl, Krems, Gmünd, Waidhofen an der Thaya und Horn. Diese Euroregion hat eine Größe von 10.639 km²; in ihr wohnen etwa 700.000 Einwohner.

## Soziale Einrichtungen
Die Bildung wird gewährleistet durch 291 Kindergärten, 231 Grundschulen, 24 Gymnasien, 59 Fachgymnasien, 40 Berufsschulen, 15 postsekundäre Fachschulen und 3 Universitäten. An der Südböhmischen Universität České Budějovice sind etwa 11.000 Studenten immatrikuliert.
Neben 10 Krankenhäusern mit 3.829 Betten sorgen 400 praktische Ärzte, 270 Kinderärzte und 390 Stomatologen für die Gesundheit der Bevölkerung. Die soziale Pflege bietet 4.216 Betreuungsplätze.
Die Kultureinrichtungen befinden sich meist in den Städten. Zu den bekanntesten Einrichtungen gehören das Jihočeské divadlo České Budějovice (Südböhmische Theater) mit einer Naturdrehbühne in Český Krumlov, Alšova Jihočeská galerie (Alešs Südböhmische Galerie). Daneben gibt es weitere 14 Theater, 67 Museen und Denkmäler, 55 Filmtheater, 117 Galerien und Ausstellungsräumen sowie 646 Bibliotheken.
Sport kann in 63 Stadien, in 361 Turnhallen und auf 870 Sportplätzen ausgeübt werden. Daneben gibt es 13 Schwimmhallen, 154 Schwimmbäder, 17 Eisstadien und 380 weitere Sporteinrichtungen.

## Größte Städte
| Stadt               | Einwohner (1. Januar 2017) |
| ------------------- | -------------------------- |
| České Budějovice    | 93.470                     |
| Tábor               | 34.482                     |
| Písek               | 29.966                     |
| Strakonice          | 22.908                     |
| Jindřichův Hradec   | 21.568                     |
| Český Krumlov       | 13.141                     |
| Prachatice          | 10.943                     |
| Milevsko            | 8.474                      |
| Třeboň              | 8.366                      |
| Týn nad Vltavou     | 8.009                      |
| Vimperk             | 7.448                      |
| Dačice              | 7.395                      |
| Sezimovo Ústí       | 7.251                      |
| Kaplice             | 7.108                      |
| Soběslav            | 7.002                      |
| Vodňany             | 6.880                      |
| Blatná              | 6.648                      |
| Veselí nad Lužnicí  | 6.498                      |
| Hluboká nad Vltavou | 5.253                      |
| Bechyně             | 5.129                      |
| Trhové Sviny        | 5.128                      |